# Blou
Blou település Franciaországban, Maine-et-Loire megyében. Lakosainak száma 938 fő (2022. január 1.). Blou Longué-Jumelles, Neuillé, Saint-Philbert-du-Peuple, Vernantes és Vivy községekkel határos.

## Népesség
A település népességének változása:
| Lakosok száma | 867  | 799  | 752  | 946  | 1013 | 1007 | 994  | 975  | 955  | 938  |
|               | 1968 | 1982 | 1990 | 2006 | 2013 | 2015 | 2017 | 2019 | 2020 | 2022 |